# Pictures of You
Pictures of You är en låt av The Cure, utgiven som singel i mars 1990. Låten återfinns på gruppens åttonde studioalbum Disintegration.
Enligt sångaren Robert Smith kom inspirationen till att skriva låten efter en brand i en studio i Hook End Manor i Oxfordshire. Efter branden gick Smith igenom det som klarat sig undan elden och fann bilder på hustrun Mary. En av dessa bilder utgör omslag till singeln "Pictures of You". Bilden visar den lättklädda Mary som tittar i en spegel. Bilden togs 1980 i ett slott i Skottland.

## Låtlista
Singel (7")
1. "Pictures of You" (Single edit) – 4:46
2. "Last Dance" (live) – 4:42

Singel (7")
1. "Pictures of You" (Single edit) – 4:46
2. "Prayers for Rain" (live) – 4:48

Maxisingel (12")
1. "Pictures of You" (Extended version) – 8:07
2. "Last Dance" (live) – 4:41
3. "Fascination Street" (live) – 5:23

Maxisingel (12")
1. "Pictures of You" (Strange mix) – 6:45
2. "Prayers for Rain" (live) – 4:48
3. "Disintegration" (live) – 7:54

CD-singel
1. "Pictures of You" (Single edit) – 4:46
2. "Last Dance" (live) – 4:45
3. "Fascination Street" (live) – 5:19
4. "Prayers for Rain" (live) – 4:48
5. "Disintegration" (live) – 7:54

CD-singel
1. "Pictures of You" (Single edit) – 4:46
2. "Last Dance" (live) – 4:45
3. "Fascination Street" (live) – 5:19

## Medverkande
- Robert Smith – sång, gitarr, keyboard
- Simon Gallup – bas
- Porl Thompson – gitarr
- Boris Williams – trummor
- Roger O'Donnell – keyboard
- Lol Tolhurst – övriga instrument